# Efectul Pigmalion
Efectul Pigmalion sau efectul Rosenthal este un fenomen psihologic în care așteptările ridicate față de o persoană conduc la îmbunătățirea performanței individului într-un anumit domeniu. Efectul Pigmalion/Rosenthal a fost denumit după mitul grecesc al lui Pigmalion, un sculptor care s-a îndrăgostit de o statuie pe care a sculptat-o, respectiv după numele psihologului Robert Rosenthal. În cartea lor, Rosenthal și Lenore Jacobson au aplicat ideea fenomenului la așteptările profesorilor față de elevi, arătând modalitatea în care acestea afectează performanța elevilor, o viziune care a fost subminată parțial de cercetările ulterioare.
Rosenthal și Jacobson au susținut că așteptările mari duc la performanțe mai bune, iar așteptările scăzute duc la rezultate mai rele, ambele efecte ducând la auto-împlinirea profețiilor. Conform efectului Pigmalion, subiecții își însușesc etichetele pozitive și reușesc să se ridice la nivelul așteptărilor. Un proces similar funcționează și în direcția opusă, în cazul așteptărilor reduse. Ideea din spatele efectului Pigmalion este aceea că, o creștere a așteptărilor liderului cu privire la performanța individului, va duce la o performanță mai bună a acestuia. În sociologie, efectul este adesea invocat în legătură cu educația și clasa socială. Efectul Pigmalion a fost, de asemenea, supus criticilor.

## Studiul Rosenthal – Jacobson
Studiul lui Robert Rosenthal și al Lenorei Jacobson a arătat legătura dintre evoluția elevilor și așteptările profesorilor, astfel, stimularea elevilor de către profesori a dus la o îmbunătățire a rezultatelor obținute de școlari. Acest studiu a susținut ipoteza conform căreia realitatea poate fi influențată pozitiv sau negativ de așteptările celorlalți, acest efect fiind numit efectul observator-speranță. Rosenthal a susținut că așteptările părtinitoare ar putea afecta realitatea și ar putea crea profeții auto-împlinite.
Toți elevii dintr-o școală elementară din California au primit, la începutul studiului, un test care avea ca scop ascuns aflarea nivelului IQ-ului elevilor. Aceste scoruri nu au fost dezvăluite profesorilor. Dascălilor li s-a spus că unii dintre elevii lor (aproximativ 20% din școala aleasă la întâmplare) ar putea să aibă un nivel avansat de cunoștințe în acel an, rezultatele acelor elevi fiind peste așteptări, în comparație cu colegii lor. Numele copiilor supradotați intelectual a fost făcut cunoscut profesorilor. La sfârșitul studiului, toți elevii au primit, din nou, același test IQ folosit la începutul studiului. Toate cele șase clase, atât din grupul experimental, cât și din grupul de control, au prezentat o creștere medie a nivelului de IQ, de la primul test până la ultimul test. Cu toate acestea, elevii de clasa I și a II-a au prezentat creșteri semnificative din punct de vedere statistic, în special la grupul experimental de copii care avea cunoștințe avansate. Această descoperire a dus la concluzia că așteptările profesorilor, în special pentru copiii mai mici, pot influența realizările acestora. Rosenthal credea că atitudinea sau starea de spirit a profesorului poate influența pozitiv elevii, mai ales atunci când dascălul a fost informat de existența acestor elevii supradotați în clasa sa. Profesorul poate să acorde mai multă atenție sau chiar să trateze copilul diferit în momente de dificultate.
Rosenthal a presupus că profesorii din școlile elementare se comportau, subconștient, în moduri care facilitează și încurajează succesul elevilor. La final, Rosenthal a teoretizat că studiile viitoare ar putea fi folosite pentru a găsi profesori care să-și încurajeze elevii fără a perturba procesul de învățare. Studiul lui Rosenthal și Jacobson asupra efectului Pigmalion a fost criticat atât pentru metodologia slabă, cât și pentru lipsa de replicabilitate (vezi Pigmalion în clasă).
Cercetările anterioare care au favorizat acest studiu, au fost efectuate în anul 1911 de către psihologi cu privire la cazul Clever Hans, un cal care a devenit foarte cunoscut pentru că se credea că poate citi, scrie și rezolva probleme de matematică folosindu-și copita pentru a răspunde. Mulți sceptici au sugerat că autorii întrebărilor și observatorii îi semnalau lui Clever Hans răspunsurile în mod neintenționat. De exemplu, ori de câte ori lui Clever Hans i se punea o întrebare, comportamentul observatorilor provoca adesea un anumit comportament din partea subiectului care, la rândul său, le-a confirmat așteptările. De exemplu, când lui Clever Hans i se dădea o problemă de matematică de rezolvat, faptul că publicul devenea nervos de fiecare dată când Hans se apropia de numărul potrivit de lovituri, îi oferea calului indicii cu privire la numărul de lovituri necesare pentru a da răspunsul corect.

## Critica efectului Pigmalion
Psihologul educațional, Robert L. Thorndike, a sesizat calitatea slabă a studiului Pigmalion, care arăta faptul că așteptările profesorilor cu privire la o clasă de elevi pot fi influențate de IQ. Problema studiului era aceea că se utiliza un instrument defectuos pentru a evalua scorurile IQ ale copiilor. Astfel, scorul mediu de raționament intelectual pentru copiii dintr-o clasă obișnuită a fost în intervalul întârziat, un rezultat extrem de puțin probabil într-o clasă obișnuită. În cele din urmă, Thorndike a ajuns la concluzia că descoperirile Pigmalion nu au avut valoare, punând creșterea scorurilor IQ din intervalul întârziat pe baza rezultatului regresiei până la medie și nu a așteptărilor profesorului. În plus, o meta-analiză realizată de Raudenbush a arătat că, atunci când profesorii au ajuns să-și cunoască elevii timp de două săptămâni, valoarea primei impresii a fost redusă la aproape zero.

## Opiniile elevilor despre profesori
Profesorii sunt, de asemenea, influențați de elevii din clasă. Profesorii reflectă ceea ce este proiectat de către elevii lor. Un experiment făcut de Jenkins și Deno (1969) i-a trimis pe profesori într-o sală de clasă cu copii, cărora li s-a indicat dacă să fie atenți sau nu la prelegerea profesorilor. Jenkins și Deno au descoperit că profesorii care se aflau în clasa cu elevi atenți își evaluau abilitățile de predare ca fiind mai mari. Rezultate similare a avut și experimentul realizat de Herrell (1971), care a sugerat că, atunci când un profesor era considerat de către elevi ca fiind rău sau bun, acesta începea să graviteze către condiția lor prealabilă. Pentru a promova acest concept, Klein (1971) a efectuat același tip de studiu, în care a implicat profesori care nu fuseseră încă informați cu privire la comportamentul elevilor lor, cărora li s-a cerut să acționeze diferit pe parcursul orei. Klein nu a notat diferențe semnificative între comportamentul elevilor în cele două situații. Într-un studiu mai observațional menit să îndepărteze efectele Hawthorne, Oppenlander (1969) a analizat 20% dintre elevii din clasa a șasea de la o școală care urmărește și își organizează elevii conform unor astfel de criterii. 

## La locul de muncă
Așteptările liderului față de angajat pot modifica comportamentul liderului. Acest comportament exprimat față de un angajat poate afecta maniera în care angajatului interacționează cu liderul. Cu cât un angajat este mai preocupat de dezvoltarea sa profesională, cu atât sunt mai mari așteptările sale de la lider. La rândul său, angajatul investește în modalitatea în care relaționează cu ceilalți. În aceste condiții, managerii vor arăta mai multe comportamente de lider, precum schimbul lider-membru (încredere, respect, obligație etc.), stabilirea unor obiective specifice și permiterea mai multor oportunități de dezvoltare pentru angajați, și oferirea de feedback angajaților, factori determinați de modelul lui Rosenthal al efectului Pigmalion. 